# Lužce

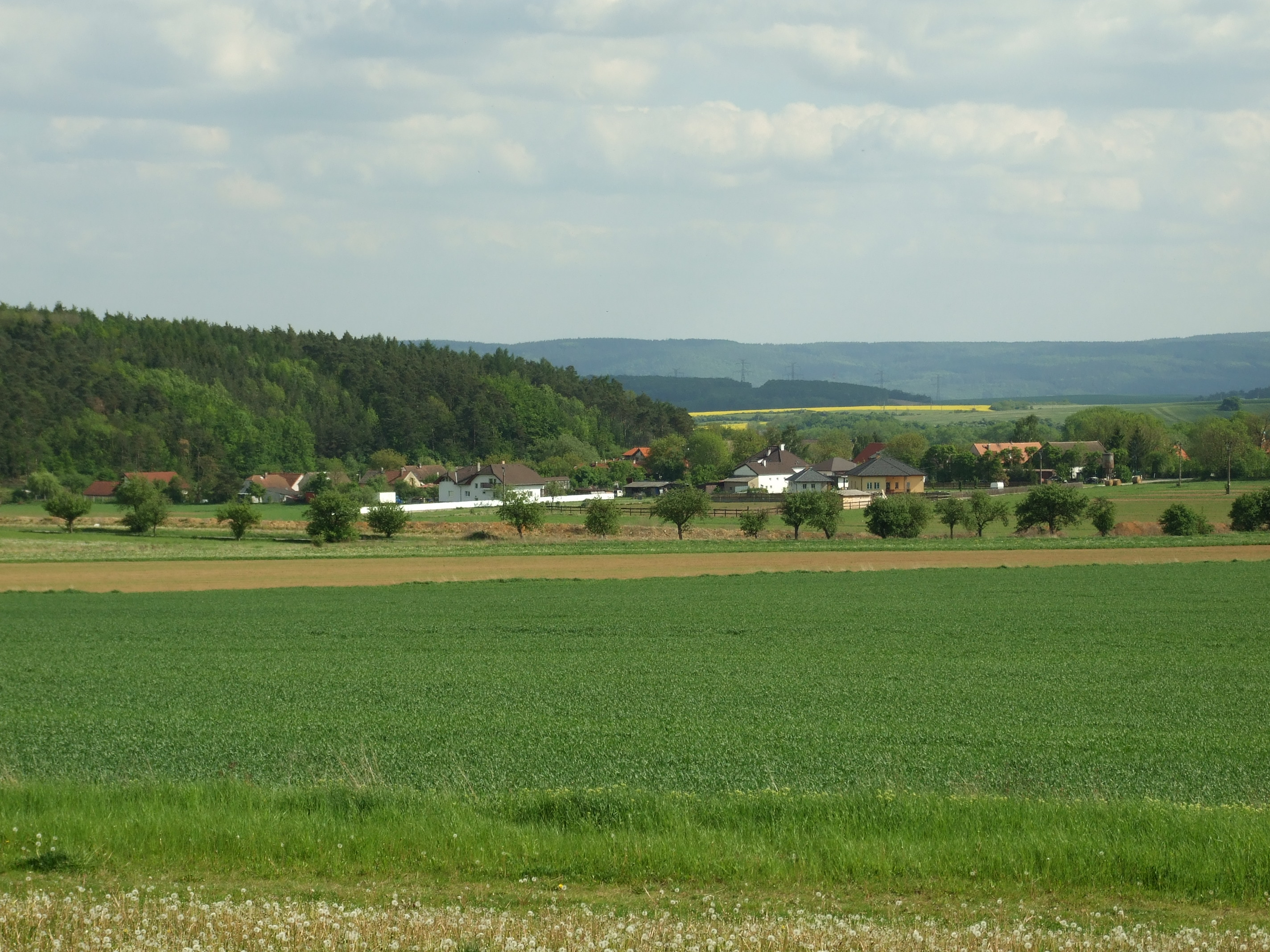
Blick von Vysoký Újezd auf Lužce

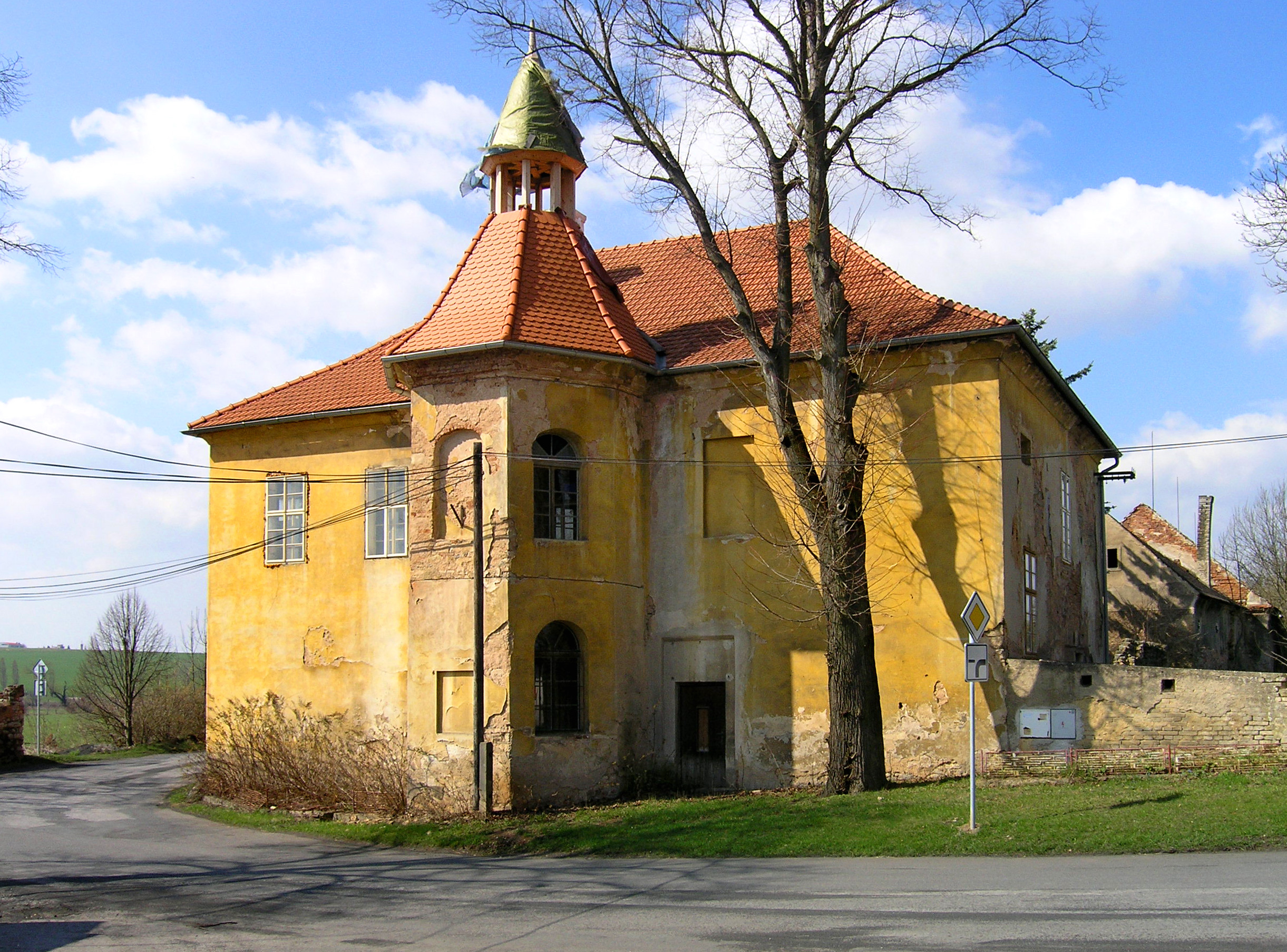
Schloss Lužce

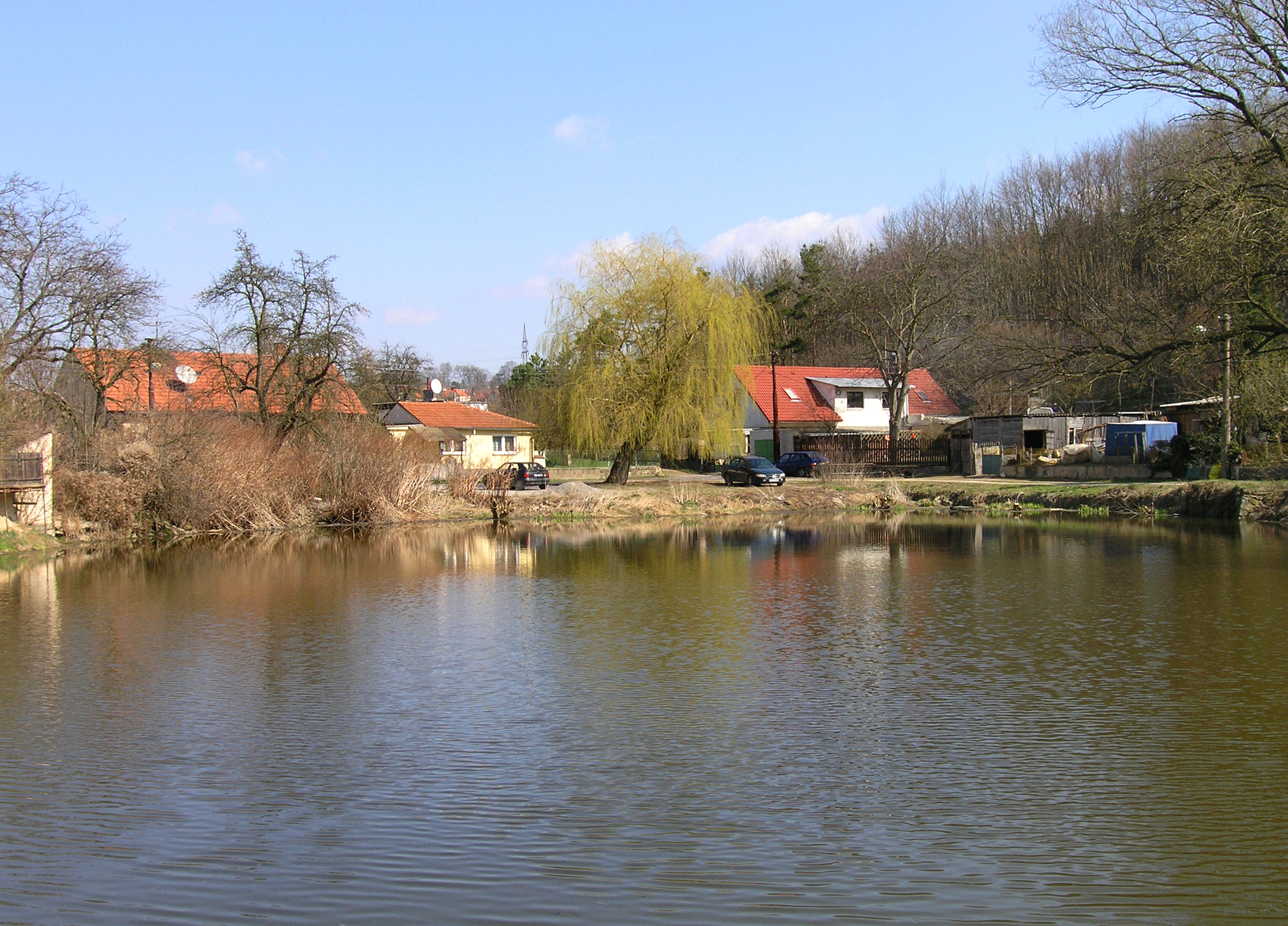
Dorfteich

Lužce (deutsch Luschetz) ist eine Gemeinde in Tschechien. Sie liegt zehn Kilometer östlich von Beroun und gehört zum Okres Beroun.

## Geographie
Lužce befindet sich am Rande des Český kras (Böhmischer Karst) auf der Třebotovská plošina (Trebotauer Hochfläche). Das Dorf liegt in der Talmulde des Baches Karlický potok, der im Ort im Veský rybník (Dorfteich) und südlich davon in den Teichen Fikslík (Füchselteich), Petrlánek und Špírkův rybník gestaut wird. Nördlich erhebt sich der Čížovec (424 m n.m.), im Osten der Vršek, südöstlich die Rohlová (408 m n.m.) sowie im Nordwesten der Kolo (408 m n.m.). Gegen Norden liegt der Albatross Golf Resort.
Nachbarorte sind V Hlubokém im Norden, Vysoký Újezd und Chýnice im Nordosten, Kuchař im Osten, Kuchařík und Trněný Újezd im Südosten, U Špírků und Kozolupy im Süden, Bubovice im Südwesten, Sedlec, U Ovčáku, Černidla und Jánská im Westen sowie Loděnice und V Hačkách im Nordwesten.

## Geschichte
Die älteste Erwähnung des Dorfes soll laut Literaturangaben 1224 im Zusammenhang mit dem Vladiken Mstidruh von Lužce erfolgt sein; wegen fehlender Quellenangaben ist dies jedoch zweifelhaft. Nachweislich schriftlich erwähnt wurde das Dorf Luzecz am 1. Oktober 1367, als Zdeněk von Kladno auf Mikovice seinen Anteil des Dorfes mit einer Hube Land und einem Untertanen an Woityech de Luzecz, genannt Chabetz, verkaufte. Luzecz bildete zu dieser Zeit ein selbständiges Gut, das unter mehreren Besitzern aufgeteilt war. Neben den Brüdern Zdeněk und Lukas von Kladno, die auch einen Anteil von Vysoký Újezd besaßen, gehörte der andere Teil den Geschwistern Woityech und Jaroslawa de Luzecz sowie deren Mutter Wojslawa. Am 9. März 1370 veräußerten Bořiwoj von Lochowitz und Adalbert von Chabetz (Woityech de Luzecz) ihren Anteil von Lužce, bestehend aus dem Hof mit zwei Huben Feldern und Wiesen sowie das Haus des Bauern Němec mit einer zugehörigen Hube Land für 120 Schock Böhmische Groschen an das Augustinerkloster St. Thomas auf der Prager Kleinseite. Zum Ende des 14. Jahrhunderts verpachteten die Augustiner-Eremiten das Gut. 1387 erwarb das Kloster von Zbinko von Lytral noch einen Teil des Dorfes Kozolup hinzu. Nach dem Ausbruch der Hussitenkriege wurde das Klostergut im Jahre 1419 konfisziert und verschiedenen weltlichen Besitzern überlassen. König Sigismund überschrieb Luzecz 1436 zusammen mit weiteren ehemaligen Augustinergütern an Vaňek Zelený von Raková. Am Übergang vom 15. zum 16. Jahrhundert kaufte das Kloster das Gut Lužce zurück. König Ferdinand I. bestätigte dem Kloster St. Thomas am 1. Mai 1531 sämtliche Privilegien und ordnete zudem an, dass das Gut Lužce mit Kozolupy weder verkauft noch verpfändet werden darf. In der zweiten Hälfte des 17. Jahrhunderts errichteten die Augustiner-Eremiten in Lužce ein barockes Schloss als Sommersitz ihres Priors. Der Prior Kosmas Miller verpachtete das Gut Luschetz 1841 an Filip Bílek, der der erste namentlich bekannte neuzeitliche Pächter ist.
Im Jahre 1844 umfasste das im Rakonitzer Kreis gelegene Gut Luschetz eine Nutzfläche von 711 Joch 1460 Quadratklafter einschließlich der Karpfenteiche Dorfteich, Füchselteich, Mühlteich und Peterlansky. Auf seinem Territorium lebten 492 tschechischsprachige Personen, die von der Landwirtschaft lebten. Zum Gut gehörten lediglich das gleichnamige Dorf und 14 Häusern von Kozolup (Kozolupy). Das Dorf Luschetz bestand aus 28 Häusern mit 204 Einwohnern. Im Ort gab es ein obrigkeitliches Schloss mit der Hauskapelle St. Michael, dem Wohnsitz des Amtsverwalters sowie zwei Obst- und Küchengärten. Außerdem gab es in Luschetz einen obrigkeitlichen Meierhof mit Schäferei, ein Jägerhaus, eine eingängige Mühle und zwei dominikale Wirtshäuser. Pfarrort war St. Johann. Bis zur Mitte des 19. Jahrhunderts bildete Luschetz das Amtsdorf des Gutes.
Nach der Aufhebung der Patrimonialherrschaften bildete Lužce/Luschetz ab 1850 einen Ortsteil der Gemeinde Kozolupy im Gerichtsbezirk Beraun. Im Jahre 1854 lief der Pachtvertrag mit Bílek aus; neuer Pächter des Gutes wurde Elias Lichtenstern aus Jeneč, dessen Vertrag bis 1880 verlängert wurde. 1868 wurde das Dorf dem Bezirk Hořowitz zugeordnet. Im Jahre 1880 schlossen die Prager Augustiner mit Jakob Blochl einen neuen Pachtvertrag über das Gut, ab 1893 wurde der Besitzer des benachbarten Gutes Vysoký Újezd, Johann Franz Kreisl, neuer Pächter. Zum Ende des 19. Jahrhunderts löste sich Lužce von Kozolupy los und bildete eine eigene Gemeinde. Als Kreisls Pachtvertrag auslief, zeigte der Augustinerkonvent kein Interesse an einer Verlängerung und verpachtete das Gut 1903 mit einer Laufzeit bis 1917 an František und Božena Hustoles aus Dušníky. Deren Vertrag wurde nicht verlängert, stattdessen übernahmen die Augustiner nach dem Ende des Ersten Weltkrieges die Bewirtschaftung des Gutes wieder in Eigenregie. Nach der Gründung der Tschechoslowakei wurden die Eigentumsrechte des Klosters am Gut Lužce im Jahre 1921 im Vorgriff auf die Bodenreform per Gesetz eingeschränkt. Diese berührte jedoch das Gut kaum, 1925 erhielt das Kloster St. Thomas die volle Verfügungsgewalt über das Gut zurück. Im Jahre 1921 bestand das Dorf aus 35 Häusern. 1924 wurde zwischen dem Kloster und den Eheleuten Josef und Marie Mazánek ein neuer Pachtvertrag ausgehandelt, der bis 1947 verlängert wurde. Im Jahre 1928 lebten in den 39 Häusern von Lužce 126 Personen. Seit 1936 gehört die Gemeinde Lužce zum Okres Beroun. Wegen festgestellter durch die Mazáneks verursachter Mängel und Zahlungsrückstände wurde deren Pacht danach nicht weiter verlängert und Jan Hájek zum Verwalter bestellt. Im Jahr darauf wurde das Gut konfisziert und verstaatlicht. Zwischen 1980 und 1990 war Lužce nach Vysoký Újezd eingemeindet. Lužce besteht heute aus 48 Häusern, von denen 35 dauerhaft bewohnt sind.

## Gemeindegliederung
Für die Gemeinde Lužce sind keine Ortsteile ausgewiesen. Zu Lužce gehört die Einschicht U Špírků.

## Sehenswürdigkeiten
- Schloss Lužce, es entstand 1697 auf dem Meierhof als Sommersitz des Priors des Augustinerklosters St. Thomas und brannte 1704 ab. Danach wurde der eingeschossige barocke Bau mit der Schlosskapelle des hl. Michael wiederaufgebaut. Nach der Machtübernahme durch die Kommunisten wurden die Augustiner 1948 enteignet und das Schloss verstaatlicht. Später diente es als Verwaltungs- und Wohngebäude der Jednotné zemědělské družstvo (JZD) Lužce bzw. Mořina. In dieser Zeit wurde das Gebäude ausgeplündert und dem Verfall überlassen. Seit dem Jahre 2000 befindet sich das Schloss in Privatbesitz und wird sukzessive saniert. Es kann nach vorheriger Vereinbarung besichtigt werden.
- Stillgelegte Kalksteinbrüche in der Umgebung des Dorfes
- Wegkreuz